# 요미혼
요미혼(일본어: 読本, よみほん)은 문학의 한 갈래이다. 일본 에도 시대 후기에 유행한 전기 소설로, 일본 가나와 한자의 혼용체로 쓰였다. 교토와 오사카를 중심으로 18세기 중반에 발생하였으며, 나중에는 중국의 백화소설의 영향을 받기도 했다. 쓰가 데이쇼, 산토 교덴, 우에다 아키나리, 교쿠테이 바킨 등이 대표적인 작가이다.
요미혼은 백화소설의 영향을 받게 되면서 일본의 실록, 전설, 야사 등 역사적으로 전해지는 이야기들을 소재로 쓰게 되었다. 대표적인 작품으로 우에다의 《우게쓰 모노가타리》, 바킨의 《남총리견팔견전》이 있다.

## 같이 보기
- 일본 문학

## 참고
- 아소 이소쓰구, 《에도 문학과 중국 문학》, 산세이도, 1946년.
- 나카무라 사치히코, 《근대 소설사의 연구》, 《나카무라 사치히코 저술집》 7권, 주오코론샤, 1982년.
- 두산 백과의 "요미혼" 항목 - 최관 씀.